# Diadegma comptoniellae
Diadegma comptoniellae är en stekelart som först beskrevs av Henry Lorenz Viereck 1925.  Diadegma comptoniellae ingår i släktet Diadegma och familjen brokparasitsteklar. Inga underarter finns listade i Catalogue of Life.